# Halma (bordspel)
Halma is een bordspel. Het kan worden gespeeld door 2 - 4 deelnemers op een vierkant of zeshoekig(stervormig) speelveld. De variant met een zeshoekig(stervormig) speelveld wordt Chinees dammen (In het Engels Chinese Checkers) of sterhalma genoemd. Op halma-borden zijn vaak beide borden afgebeeld op de voor- en achterkant, zodat je beide versies kunt spelen. Het doel van het spel is om alle pionnen uit je eigen gebied zo snel mogelijk naar de overkant van het bord te krijgen. In het westen wordt het gespeeld met verschillende kleuren pionnen en in de Chinese cultuur wordt het gespeeld door middel van gekleurde knikkers in plaats van pionnen. Het bord is hiervoor voorzien van gaatjes. Dergelijke borden zijn ook in Nederland te koop in reisuitvoering, zodat je het spel makkelijk mee kunt nemen, bijvoorbeeld in de trein of in het vliegtuig.

## Spelregels
Het Halma-bord is verdeeld in 256 vakjes en het spel kan zowel door 2 als door 4 spelers worden gespeeld. Op het stervormige bord kan het spel met 2, 3 of 6 spelers worden gespeeld.
Wanneer het door 2 personen wordt gespeeld, doen daarbij de twee hoeken dienst die door een dikke blauwe of groene streep van de overige vlakte zijn gescheiden. Spelen 4 personen samen dan gebruikt men de door een rode streep omgeven ruimte. In het eerste geval speelt men dus met 19 dopjes, in het tweede met 13. Bij het stervormige bord speelt men met 10 of 15 pionnen (15 pionnen bij twee spelers). Ieder der partijen kiest een eigen kleur.
Het bord wordt zo geplaatst dat de speler zijn vak aan de linkerzijde heeft. Een stervormig bord wordt zodanig geplaatst dat iedere speler het vak van zijn/haar eigen kleur voor zich heeft.
Doel is nu: de pionnen in het tegenovergelegen vak van de tegenspeler te brengen en wie daar het eerst in slaagt is winnaar.
Men kan dat bereiken door schuiven en door springen. De sprong geeft het levendigst verloop aan het spel, daar deze zowel recht als schuin, over vreemde en eigen dopjes heen, voorwaarts, achterwaarts, kortom in alle mogelijke richtingen mag worden gedaan. Over ledige vakjes mag niet gesprongen worden; het vakje moet bezet zijn en een leeg vakje vlak achter zich  hebben. Men mag net zolang springen als gelegenheid geboden wordt.
Het is dus mogelijk door opeenvolgende sprongen onmiddellijk uit het eigen kamp in dat van de tegenpartij te geraken. Echter moet in acht worden genomen dat de speler met zijn zetten of sprongen op dezelfde kleur blijft en niet van licht op donker, of omgekeerd geraakt. Wordt daarop niet gelet, dan loopt het spel in de war. Het is dus zaak voor ieder der partijen het springen van de tegenpartij zo weinig mogelijk kans te geven. Schuiven mag maar bij één vakje tegelijk geschieden.
Een stervormig bord bestaat uit driehoekige vakjes. Het spel wordt dan gespeeld op de kruispunten tussen deze vakjes en de pionnen dienen dan over de zwarte lijnen te worden geplaatst, zowel bij het schuiven als bij het springen.
Speelt men het spel met vier personen, dan kunnen de schuin tegenover elkander staande partijen samen doen en elkander wederkerig helpen om hun doel te bereiken.
Maar om te winnen moeten dan beide spelers hun 13 pionnen in de vakken der tegenpartijen hebben gebracht. – Wie het eerst daarin is geslaagd, blijft verder tot het eind van het spel toeschouwer.
De keerzijde van het Halma-bord geeft nog gelegenheid tot een spel voor 3 personen waarbij in hoofdzaak dezelfde regels in acht worden genomen.

## Geschiedenis
Het spel is in 1883 ontwikkeld door de Amerikaanse arts George Howard Monks. De naam van het spel is het Griekse woord voor springen.